# Lago del Colle Sant'Anna
Il lago del Colle Sant'Anna si trova nel comune di Vinadio, in provincia di Cuneo, nell'alto vallone di Sant'Anna. È situato a 2156 m sopra il livello del mare ed è un lago completamente naturale, nato per via della escavazione glaciale. Circondato da rocce tipiche di gneiss, appartenenti al massiccio cristallino del monte Argentera, si trova nelle Alpi Marittime.

## Accesso stradale
Dopo aver passato l'abitato di Vinadio si prosegue per il colle della Lombarda e Sant'Anna di Vinadio. Una volta raggiunto il Santuario di Sant'Anna svoltare a sinistra e dopo circa 500 m lasciare l'auto nel ampio piazzale dove inizia l'itinerario per il giro dei laghi di Sant'Anna.

## Itinerario
Una volta posata l'auto, prendere l'unico sentiero disponibile e dopo circa 500 m, al bivio, proseguire diritto seguendo la segnaletica per il Colle di S'Anna.
Dopo circa 30 minuti, di comoda passeggiata su sentiero agevole, si arriva al Lago.

## Punto di appoggio
Santuario di Sant'Anna.

## Fauna e flora
Il lago è popolato dalla trota fario.
Sulla riva che sale al colle di Sant'Anna, si può ammirare un vasto tappeto di rododendri

## Galleria d'immagini

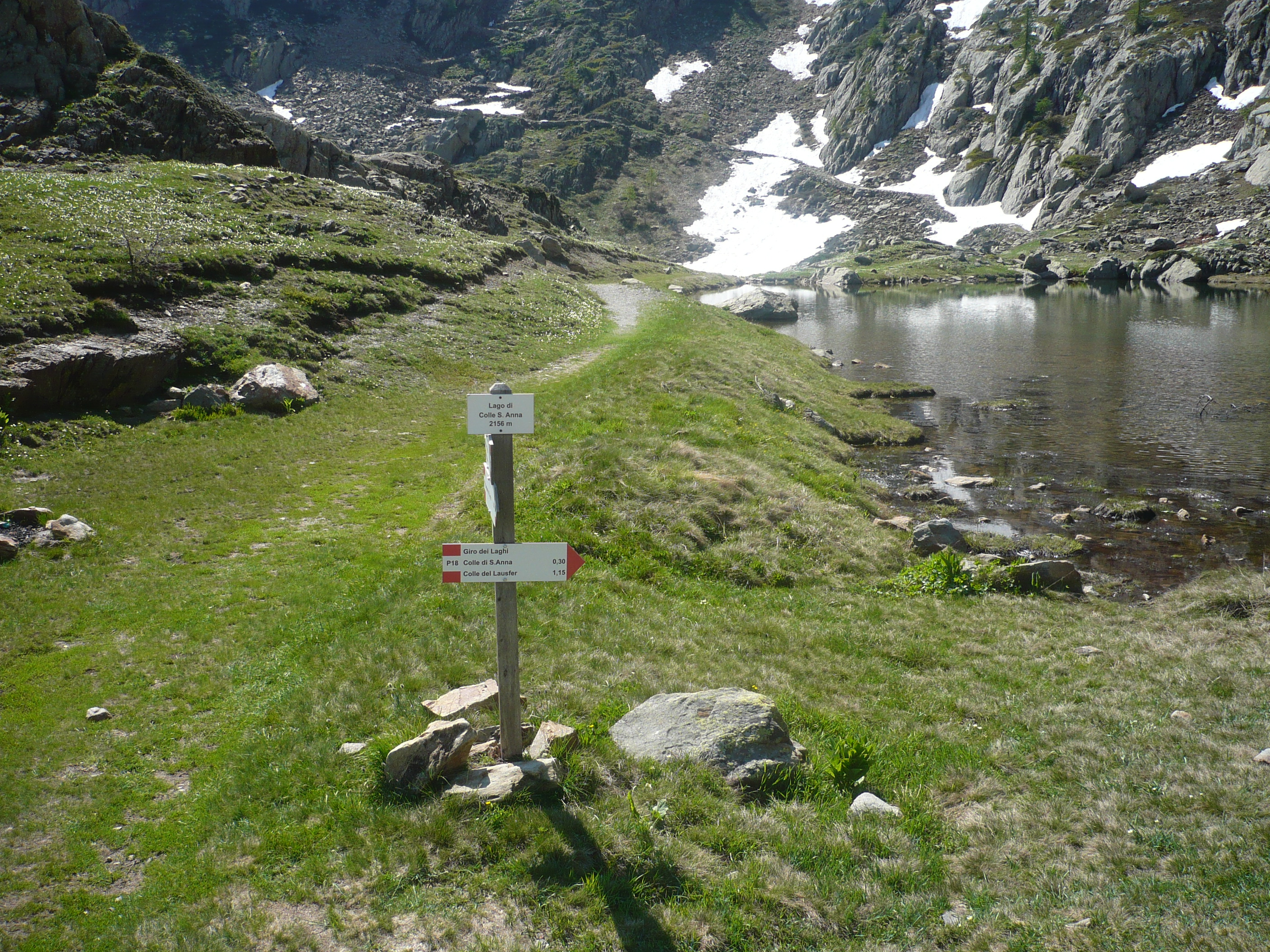
Il segnavia per il lago
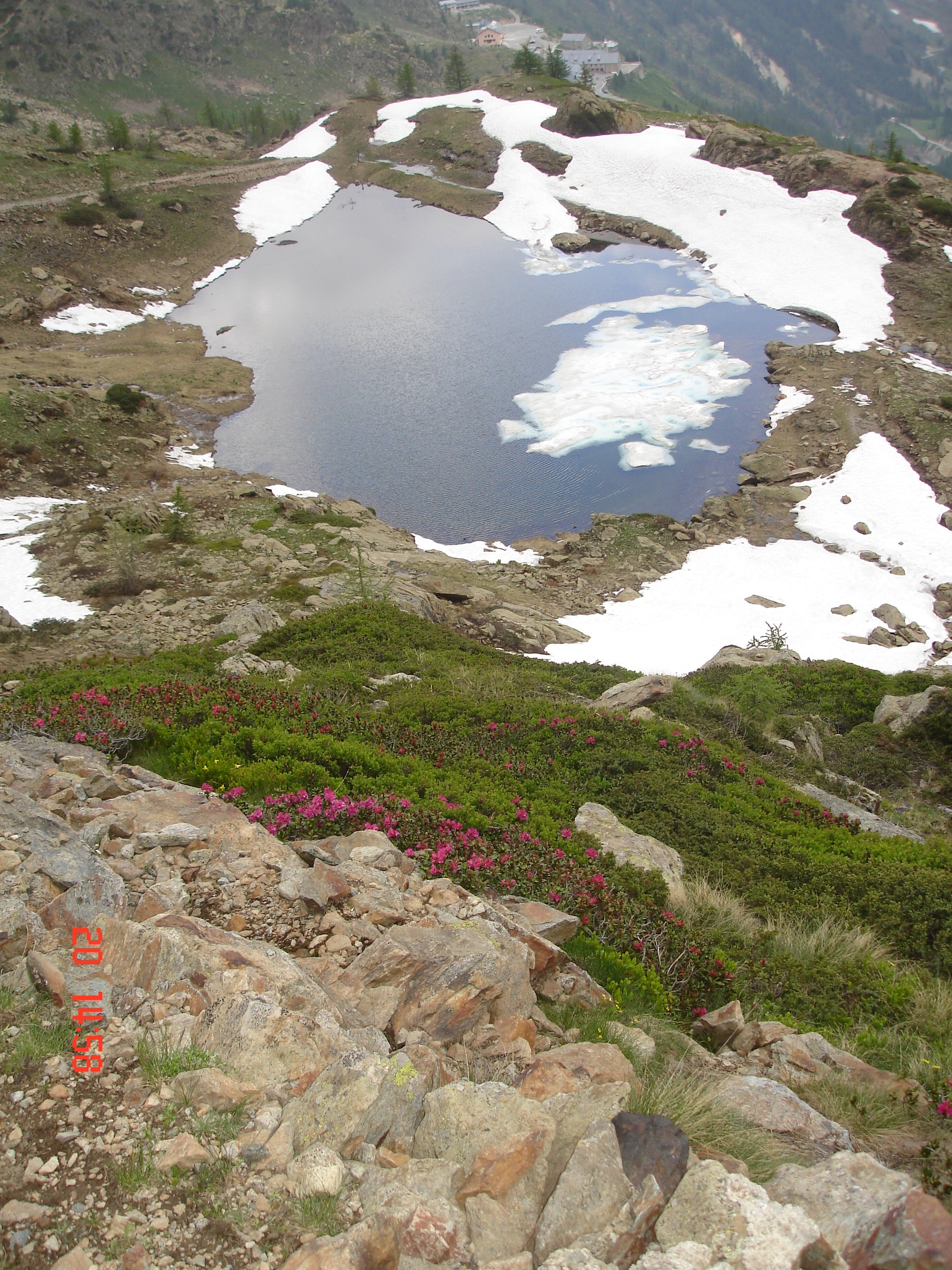
Il lago in primavera